# Mónica Bettencourt-Dias
Mónica Bettencourt-Dias (nascuda el 1974) és una bioquímica i biòloga cel·lular portuguesa que dirigeix el grup d'investigació de Regulació del Cicle Cel·lular de l'Institut Gulbenkian de Ciència. La seva recerca se centra en la regulació del cicle cel·lular, pel que ha estat guardonada amb el Premi Pfizer d'Investigació Bàsica, el Premi Keith Porter de la Societat Americana de Biologia Cel·lular i el Premi Eppendorf al Jove Investigador Europeu. També va ser seleccionada com a Jove Investigadora de l'Organització Europea de Biologia Molecular el 2009 i incorporada com a membre de l'Organització Europea de Biologia Molecular (EMBO) el 2015. Bettencourt-Dias va ser nomenada Directora de l'Institut Gulbenkian de Ciència al novembre de 2017.
L'1 de juliol de 2025 és nomenada directora del Centre de Regulació Genòmica de Barcelona.

## Biografia

### Primers anys
Monica Bettencourt Carvalho, va néixer el 1974 i va créixer a Lisboa, Portugal. Quan era petita, volia ésser astrofísica. Va començar els seus estudis de bioquímica en la Universitat de Lisboa i, després d'acabar els seus estudis de pregrau, va ingressar a l'Institut Gulbenkian de Ciência per estudiar biologia cel·lular. Va completar els seus estudis al University College de Londres, on va obtenir un doctorat en bioquímica i biologia molecular el 2001. La seva investigació es va centrar en la regeneració de les cèl·lules cardíaques en salamandres.

### Carrera
Es va matricular en la Universitat de Cambridge i simultàniament al Col·legi Birkbeck de Londres per realitzar la seva investigació postdoctoral. El seu treball es va centrar en les cinases, un tipus d'enzim crític per al metabolisme i la senyalització cel·lular. Va descobrir que la quinasa PLK4 regula el nombre de centrosomes que desenvolupa un organisme. Els seus estudis simultanis van ser sobre comunicació científica, per millorar la forma en què els científics es comuniquen amb el públic.
Després de finalitzar els seus estudis, Bettencourt va regressar a Portugal el 2006 i va obrir un laboratori a l'Institut Gulbenkian de Ciência per continuar el seu treball sobre «formació, evolució i funció fisiològica del centríol». Al 2007 va ser guardonada amb el Premi Eppendorf al Jove Investigador Europeu i el 2009 va ser seleccionada com a Jove Investigadora de l'Organització Europea de Biologia Molecular (EMBO).
Al 2010, va rebre una beca del Consell Europeu d'Investigació per investigar les anormalitats en els centríols i com la variació del seu número o errades en la divisió cel·lular poden conduir al desenvolupament de tumors o infertilitat. La seva investigació va obtenir el Premi Pfizer d'Investigació Básica el 2012 i aquest mateix any, el Premi Keith Porter de la Societat Americana de Biologia Cel·lular. Bettencourt és autora de nombrosos articles científics i és editora de diverses revistes científiques. Al 2015 va ser admesa com a membre de ple dret en la EMBO. És directora de l'Institut Gulbenkian de Ciència des de l'1 de febrer de 2018. Al gener de 2022 va ser nomenada presidenta d'EU-LIFE, l'aliança d'instituts de recerca que advoca per una recerca excel·lent a Europa.